# Аліна Змушко
Аліна Змушко (5 січня 1997) — білоруська плавчиня. Учасниця Чемпіонату світу з водних видів спорту 2019, де у своєму півфіналі на дистанції 100 метрів брасом посіла 8-ме місце і не потрапила до фіналу.